# Bhoothnath – Ein Geist zum Liebhaben
Bhoothnath (Hindi: भूतनाथ, übersetzt: Herr der Geister) ist ein Bollywoodfilm mit Amitabh Bachchan als Geist. Bhoothnath ist ein Filmadaption von Oscar Wildes Das Gespenst von Canterville.

## Handlung
Der Seemann Aditya Sharma zieht mit seiner Frau Anjali und Sohn Aman alias Banku in die Villa „Nath“ bei Goa. Auf der Hinreise werden sie bereits durch die Anwohner auf das Spuken in der Villa aufmerksam gemacht. Dennoch ignorieren sie die Aussagen und lassen sich nicht beirren. Während Anjali und Banku sich langsam einleben, muss Aditya wieder auf See.
Tatsächlich passieren ungewöhnliche Dinge. Eines Nachts begegnet Banku dem Geist: Es ist der verstorbene Hausbesitzer Kailash Nath. Der Geist versucht Banku Angst einzujagen, um die ganze Familie aus dem Haus zu verscheuchen. Doch Banku bleibt unbeeindruckt. Im Gegenteil, sie werden bald Freunde und der Geist heißt von nun an Bhoothnath.
Irgendwann zeigt sich Bhoothnath auch Anjali und erzählt über seine Vergangenheit: Sein Sohn Vijay verlässt Indien, um in Amerika zu studieren. Die lange Abwesenheit verkraftet seine Mutter nicht auf Dauer. Obwohl sie ihn mehrmals aufforderten zurückzukehren, findet Vijay keine Zeit. Erst bei der Beerdigung der Mutter taucht er auf. Zu Naths Erschrecken will Vijay nun die Villa verkaufen und ihn mit nach Amerika nehmen. Nath lässt sich nicht überreden. Als aber seine böse Schwiegertochter seinen heißgeliebten kleinen Enkel mit Gewalt aus dem Haus zerrt, läuft Kailash hinterher, als er die Treppe hinunterstürzt und als Geist aufwacht.
Anjali ist so von der Geschichte gerührt, dass sie Aditya davon berichtet. Kurzerhand sucht Aditya Vijay auf, um eine Zeremonie für Nath zu organisieren, damit Nath endlich in Frieden ruhen kann. Da er sich aber weigert, übernimmt Banku seine Aufgabe, in der Meinung, dass Nath´s Geburtstag gefeiert werden soll. Es scheint als sei Nath weg, doch am Ende des Films kehrt er zurück zu Banku.

## Musik
Komponiert wurde der Soundtrack von dem Duo Vishal-Shekhar. Die Hintergrundmusik ist allerdings von Salim Merchant und Suleiman Merchant.
| Songtitel          | Sänger/in                                                     |
| ------------------ | ------------------------------------------------------------- |
| Hum To Hain Aandhi | Koushtuv Ghosh, Aparna Bhagwat, Sharavan Suresh, Sneha Suresh |
| Banku Bhaiya       | Sukhwinder Singh                                              |
| Mere Buddy         | Amitabh Bachchan, Arman Mallik                                |
| Chalo Jaane Do     | Amitabh Bachchan, Juhi Chawla                                 |
| Samay Ka Pahiya    | Amitabh Bachchan, Hariharan                                   |